# Netball na Igrzyskach Pacyfiku 2007
Wyniki turnieju w netballu na Igrzyskach Pacyfiku w Apii.

## Rezultaty końcowe
- 1. Fidżi
- 2. Samoa
- 3. Papua-Nowa Gwinea
- 4. Wyspy Cooka
- 5. Tokelau
- 6. Wyspy Salomona
- 7. Norfolk
- 8. Vanuatu

## Tabela medalowa
| Lp. | Państwo | Medal |
| --- | --- | ----- |
| 1   | Fidżi (Alanieta Evans, Alesi Waqa, Ana Erenavula, Asenaca Waqanivavalagi, Eleni Tule, Laniana Tuisasa, Lusiana Biukoto, Lusiana Robanakadavu, Maria Bereso, Matelita Shaw, Matila Vitorina, Matila Woqanidrola, Mei Qionebaravai, Mere Rabuka, Mere Tuwai, Paulini Tora, Sainiana Dolobula, Seruwaia Batule, Seruwaia Vonolagi, Taraima Rara, Venaisi Lemeki, Vilimaina Davu) |       |
| 2   | Samoa (Alexandria Ah Chong, Caroline Ah Chong, Shirin Chang, Faamamalum Faasavalu, Opheira Harder, Grete Liuaana, Tiffany Nelson, Nicolette Ropati, Nafanua Solia, Helene Stehlin, Sose Tavae, Monalisa Tofilau) |       |
| 3   | Papua-Nowa Gwinea (Albertine Ehari Alu Opina Dianne Kala, Kilala Sunema Owen, Lua Mavara Maleta Roberts, Mona-Lisa Theresa Leka, Naomi Leka, Netty Katherina Sau, Patricia Maurice, Pole Kila, Kassman Raka, Nope Ravu, Raula Salote, Doko Vagi, Kohu Vavine, Ravu Raula, Winnie Mavara)                                                                                      |       |